# René Remangeon
René Remangeon, né le 16 septembre 1931 à Rabat et mort le 23 mars 2019 à Tulle est un coureur cycliste français, professionnel de 1953 à 1957.

## Palmarès
- 1954
  - 10e étape du Tour du Maroc
  - 2e du Circuit du Mont-Blanc
  - 3e du Circuit des six provinces
- 1955
  - 5e étape du Tour du Maroc
- 1956
  - 1reb étape du Tour de Luxembourg
  - 2e du Tour de Luxembourg
- 1958
  - 2e du Grand Prix Franco-Suisse
- 1960
  - 12e et 15e étapes du Tour du Maroc

## Résultats sur les grands tours

### Tour de France
1 participation
- 1954 : hors délai (15e étape)